# グジャール語
グジャール語（グジャールご、英: Gujari language）はインド語派に属する言語である。話者はパキスタン北部、インド、アフガニスタンに居住するグジャール族の人々である。言語学者はラージャスターン語の方言であると分類する。

## 言語名別称
- Gogri, Gojari, Gojri, Gujar, Gujer, Gujjari, Gujuri, Gurjar, Hindki, Kashmir Gujuri, Parimu, Rajasthani Gujuri
- グジュリー語
- グジュリー・ラージャスターン語
- ラージャスターン・グジュリー語
- カシミール・グジュリー語
- グジャーリー語

## 方言
- Ajiri of Hazara (gju-aji)
- Eastern Gujari (gju-eas)
- Western Gujari (gju-wes)